# Ewangeliarz turowski

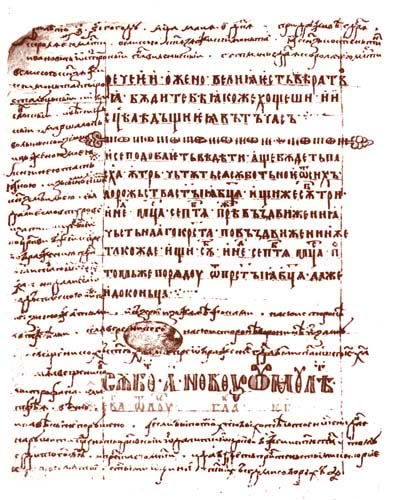
Karta z Ewangeliarza

Ewangeliarz turowski – pergaminowy ewangeliarz w języku staro-cerkiewno-słowiańskim, pochodzący z XI wieku. Przechowywany jest w Bibliotece Litewskiej Akademii Nauk w Wilnie.
Z manuskryptu zachowało się jedynie 10 kart, odnalezionych w 1865 roku w cerkwi Przemienienia Pańskiego w Turowie przez nauczyciela gimnazjum wileńskiego I. Sokołowa. Na stronie 4 znajduje się adnotacja, iż księga została podarowana klasztorowi turowskiemu przez księcia Konstantego Iwanowicza Ostrogskiego (1460-1530). W warstwie językowej widoczna jest końcówka -tь w 3. sing. i plur. praes. Po raz pierwszy tekst Ewangeliarza został opublikowany przez Izmaiła Sriezniewskiego (Свиедиения о малоизвиестных и неизвиестных памятниках, СПб 1873) oraz J. Bermelejewa (Туровское Евангелие, Wilno 1868).